# Conselho da Cultura Galega
O Conselho da Cultura Galega (CCG) é uma instituição pública de caráter assessor e consultivo à qual compete a defesa e a promoção dos valores culturais do povo galego e assessorar aos poderes públicos da Galiza. Sua criação foi determinada pelo Estatuto de Autonomia da Galícia e efetivada por lei do Parlamento da Galícia em 8 de julho de 1983.
Compõe-se de representantes de entidades e personalidades sobranceiras dos diversos campos da cultura galega. Gestiona os seguintes arquivos:
- Arquivo Sonoro da Galiza (ASG),
- Centro de Documentação Sociolinguística da Galiza (CDSG),
- Arquivo da emigração galega e
- Arquivo de comunicação.

## Presidentes
- Ramón Piñeiro (1983-1990)
- Xosé Filgueira Valverde (1990-1996)
- Carlos Casares Mouriño (1996-2002)
- Alfonso Zulueta de Haz (2002-2006)
- Ramón Villares (2006- )

Com exceção do atual presidente, que foi escolhido pelo Pleno do CCG, todos os demais ocuparam este posto devido à morte do anterior.

## Instituições representadas no Pleno do CCG
- Academia Galega de Jurisprudência e Legislação
- Fundação Barrié de la Maza
- Fundação Penzol
- Fundação Rosalía de Castro
- Instituto de Estudos Jacobeus
- Instituto da Língua Galega
- Instituto Padre Sarmiento de Estudos Galegos
- Museos de Galicia
- Real Academia Galega
- Real Academia Galega de Belas Artes
- Real Academia Galega de Ciências
- Seminário de Estudos Galegos
- Universidade da Corunha
- Universidade de Santiago de Compostela
- Universidade de Vigo